# Bombni napad v Bagdadu (2021)
Bombni napad v Bagdadu leta 2021 je bil teroristični napad, ki se je zgodil 21. januarja 2021. Izvedla sta ga dva samomorilska napadalca, ki sta se razstrelila na tržnici v centru Bagdada. S tem dejanjem sta ubila 32 ljudi, še 110 sta jih poškodovala. Ta napad je prvi teroristični napad v Bagdadu od leta 2019.

## Ozadje
S porazom Islamske države leta 2017 so teroristični napadi postali vse redkejši. Vse do leta 2017 so bili napadi pogosti v vsej državi, glavni cilji so bili Bagdad in okoliška mesta. Zadnji napad se je zgodil januarja 2018 na istem kraju, takrat je umrlo 35 ljudi.

## Napad
Na tržnici oblačil na trgu Tajaran v centru Bagdada je bila v jutranjih urah gneča, saj je bil ta zaradi pandemije COVID-19 zaprt približno eno leto. Ko je napadalec vstopil, je v arabščini zavpil »Boli me želodec!«. Ob približanju ljudi z namenom pomoči, se je ta razstrelil in jih več ubil. Drugi napadalec je nato ubil še tiste, ki so poskušali pomagati žrtvam prve eksplozije. V bombardiranju je bilo ubitih 32 oseb ter 110 ranjenih, od tega več kritično.

## Odgovornost
Tiskovna agencija Amaq je pripisala zasluge napadalcem Islamske države Iraka in Levanta. V trditvi, ki je bila objavljena nekaj ur po napadu, je pisalo, da je bil napad usmerjen proti šiitskim muslimanom. To je bilo kasneje podkrepljeno z uradno izjavo ISIL, ki je prevzela odgovornost za oba napada.

## Posledice
Milica Kata'ib Hezbollah je obtožila ZDA, Izrael in Saudsko Arabijo, da so odgovorne za napad, obljubila pa je, da bo »bojevanje« prenesla v Saudsko Arabijo.
22. januarja 2021 so savdsko prestolnico Rijad napadle rakete in brezpilotni droni. Iraška milica »Brigade pravih obljub« je prevzela odgovornost in dejala, da so bili napadi izvedeni kot maščevanje za bombne napade ISILa in Rijad obtožili, da ga podpira. Savdska vlada je krivdo zvalila na jemensko gibanje Hutov, vendar so ti napade zanikali. Iraške oborožene sile so 28. januarja v dolini Al-Chai na jugu Kirkuka ubile višjega poveljnika ISIS Abu Jasserja al-Issavija.

## Mednarodne reakcije
Bahrajn, Kanada, Egipt, Francija, Iran, Kuvajt, Jordanija, Libanon, Malezija, Tunizija, Turčija, Savdska Arabija, Združeni arabski Emirati, Katar, Združene države Amerike, Jemen in Palestinska država so ob napadu izrazile sožalje.
Zalivski kooperativni koncil je napad pospremil z besedami, da »ponujajo obžalovanje in sočustvovanje družinam žrtev in ranjenim želje po hitrem okrevanju.«